# Río Andarax
El Andarax es un río de la provincia de Almería, España. Nace en la zona oriental de Sierra Nevada, en el Cerro del Almirez y desemboca en el mar Mediterráneo. 
En época musulmana, el Andarax era conocido como wadi Bayyana. Posteriormente también era llamado río de Pechina. En algunos mapas también está etiquetado como río Almería.
En época romana poseía un caudal casi permanente, siendo navegable hasta el municipio de Pechina.

## Etimología
Andarax deriva del árabe Andaraj, que se traduce como era de la vida.

## Curso
Su curso íntegro transcurre dentro de la provincia de Almería. Atraviesa el valle del Andarax, al sur de Sierra Nevada, en dirección este, y se une al río Nacimiento a la altura del pueblo de Terque, desde donde es conocido como río Almería, atendiendo a la toponimia tradicional. Después gira hacia el sur y discurre por el desierto de Tabernas, donde recibe las intermitentes aguas de la rambla de Tabernas, último curso de agua con aportes significativos al río.
A su paso por los municipios de Rioja, Pechina, Viator, Huércal de Almería, Gádor (Almería) y Benahadux alimenta a numerosas fincas de cítricos. Finalmente alcanza su desembocadura a las afueras de Almería, formando un amplio delta, sobre el que se asienta una fértil vega, hoy en proceso de desaparición debido al crecimiento urbano de la ciudad de Almería. En la desembocadura se forma un humedal permanente cuyo tamaño fluctúa según la pluviosidad del año y los aportes del río.

## Infraestructuras

### Presas
En el término municipal de Laujar de Andarax, el río se encuentra represado a una cota de 1150 m s. n. m. La presa fue construida para derivar agua a través de una acequia que conducía hasta una pequeña central hidroeléctrica localizada al margen del río, a una cota 200 metros inferior, que daba electricidad a varios pueblos de la zona.

### Fortificaciones
Durante la guerra civil española se construyeron una serie de búnkeres para la defensa de la ciudad en la desembocadura del río. Después de la contienda, durante años fueron mantenidos, limpiados y pintados. Hoy se encuentran en estado de ruina progresiva.

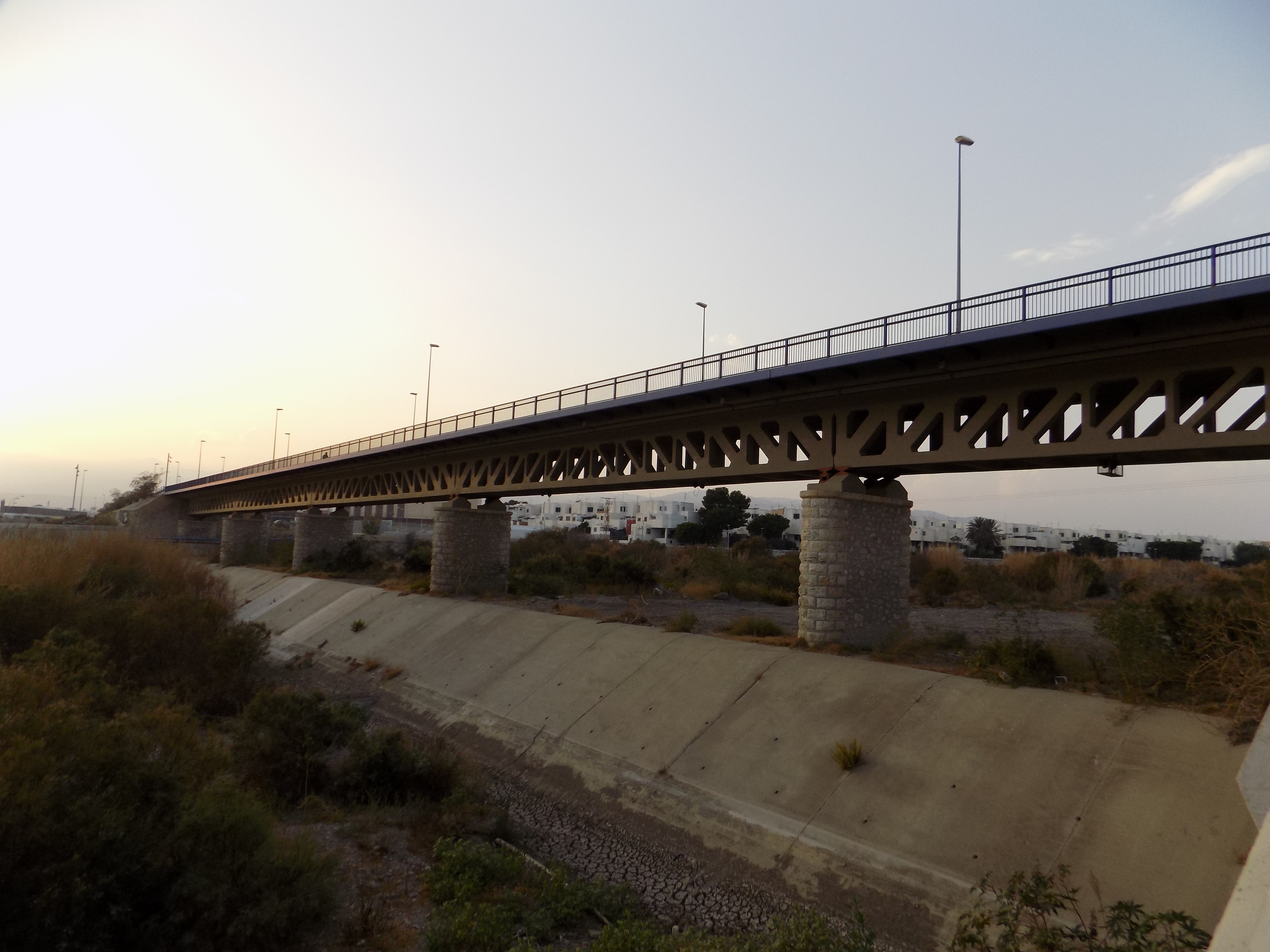
Puente de los Molinos

### Puentes

#### Puente de los Molinos
El puente de Los Molinos se empezó a construir en 1925 y se completó dos años más tarde, diseñado por los arquitectos Ángel Elul Navarro y José López Rodríguez, con un presupuesto de 612 868,62 pesetas. Este puente, hoy parte de la carretera N-344, tiene una longitud de 163,54 metros, divididos en cinco vanos, y tiene una anchura de 6,2 metros. Originalmente se diseñó con dos carriles de 2,2 metros de anchura cada uno y dos aceras de 90 centímetros. Cada vano está construido con celosías Howe de hormigón, separadas 2,7 metros entre ellas. Cada pila mide seis metros de altura, y descansan sobre sendos bloques de mampostería.

#### Puente de Viator
El puente de Viator, que cuenta con una longitud de unos 430 metros contando las rampas de acceso (175 metros solamente el tablero), une la citada localidad con Huércal de Almería. Se trata de un puente construido entre 1927 y 1929 que cuenta con doce arcos rebajados. Uno de los principales motivos para la construcción de este viaducto no es civil, sino militar, al requerirse un fácil transporte de soldados desde la cercana Base Álvarez de Sotomayor con destino a la guerra de África, que estaba siendo construida por entonces.

## Curiosidades

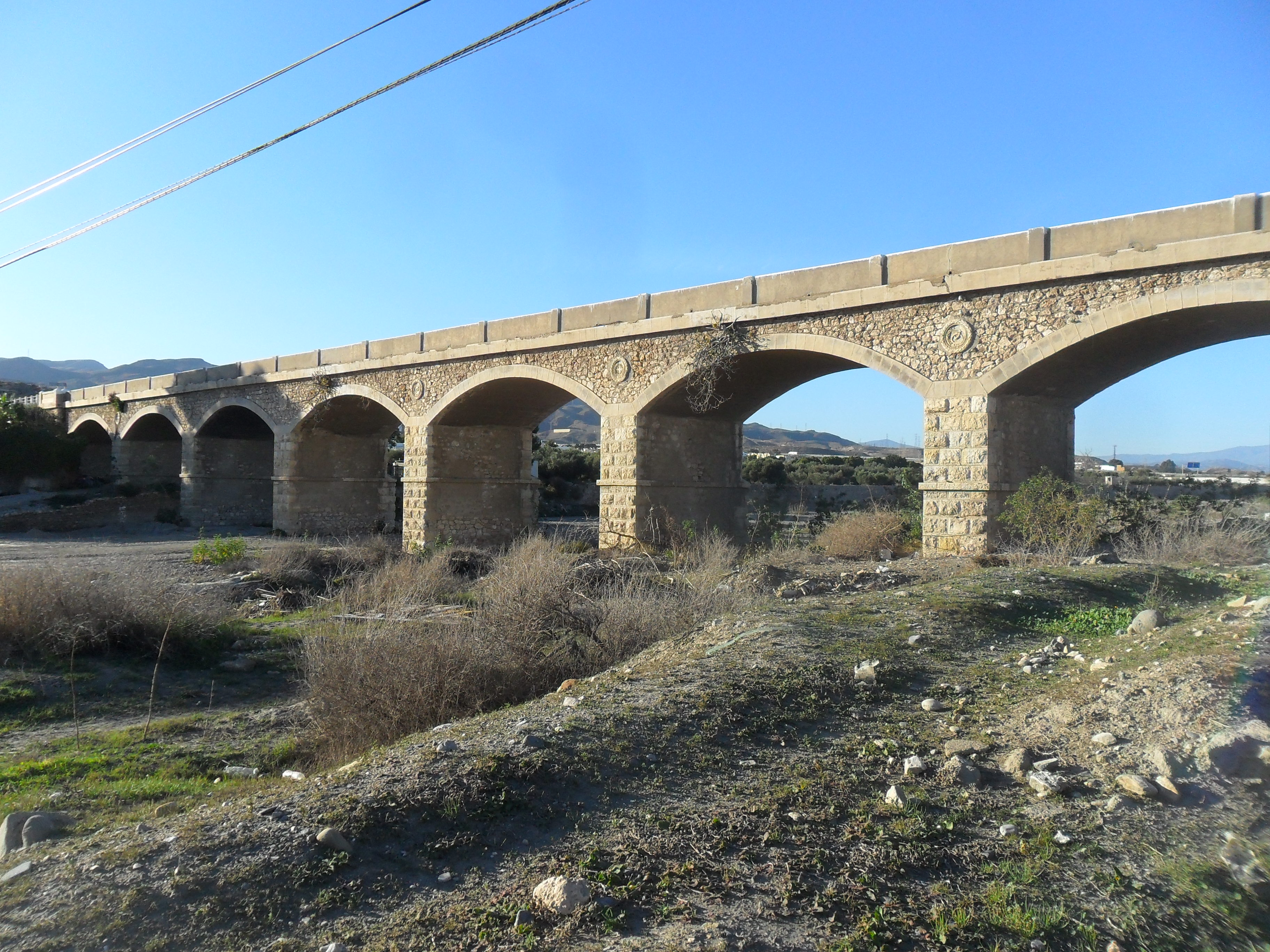
Puente de Viator

Este Río fue navegable en la época de los Romanos hasta el municipio de Pechina.